# 白尾热带鸟
白尾鹲（学名：Phaethon lepturus）为鹲科熱帶鳥屬的鸟类，俗名白尾鸏、长尾热带鸟。是一種 熱帶鳥。它是熱帶海洋中三種密切相關的海鳥中最小的一種，也是鸏形目（Phaethontiformes）中最小的成員。
它分布於大西洋、西部 太平洋 和 印度洋的熱帶和亞熱帶地區。它也在一些 加勒比海 島嶼上繁殖，最近有幾對在小多巴哥島 開始築巢，加入了紅嘴熱帶鳥群體。除了熱帶大西洋外，它還在北至 百慕大 地區築巢，當地稱其為 "longtail"。该物种的模式产地在印度洋毛里求斯。

## 分類

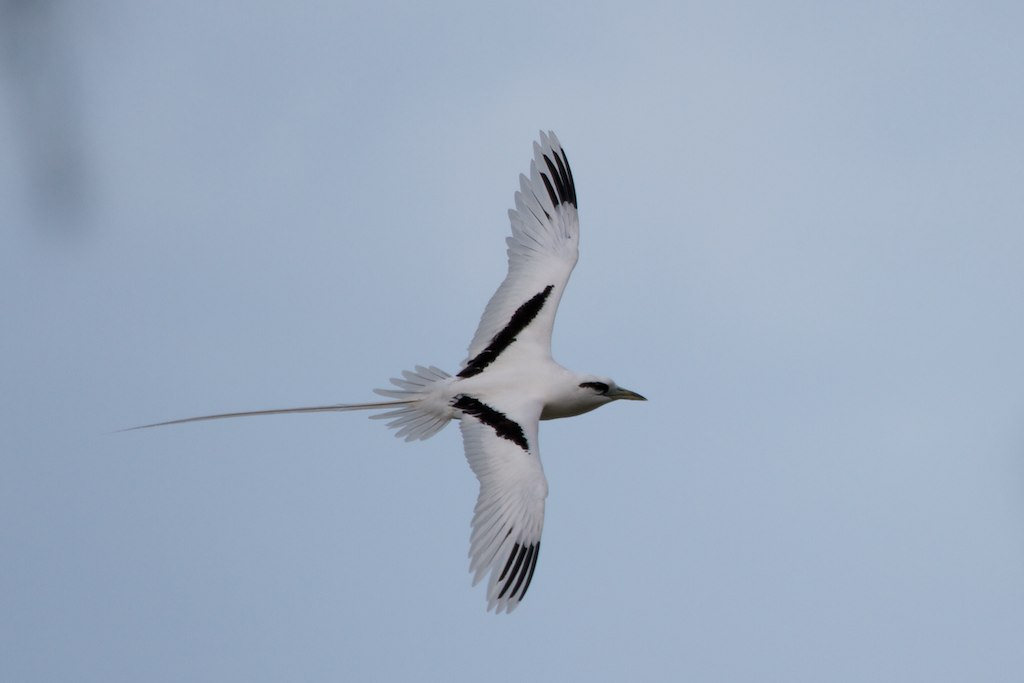
飛行中的白尾熱帶鳥, 中途島

法國動物學家 弗朗索瓦·馬里·多丹 於 1802 年描述了白尾熱帶鳥。
"白尾熱帶鳥" 被 世界鳥類學家聯合會 （IOU） 指定為正式名稱。
其最近的親戚是 紅尾熱帶鳥 （P. rubricauda），其祖先的分化發生在約四百萬年前。

## 亚种
IOC 認可六個亞種：
- P. l. lepturus—分布於熱帶印度洋。[6]
- P. l. fulvus （金色信天翁）—原產於聖誕島。[6] 此亞種的白色羽毛帶有金色光澤
- P. l. dorotheae—熱帶西太平洋[6]，包括台湾岛等地。该物种的模式产地在昆士蘭。[8]
- P. l. catesbyi—百慕大 和加勒比海[6]
- P. l. ascensionis—阿森松島 和 費南多·迪諾羅尼亞群島[6]
- P. l. europae—歐羅巴島，莫桑比克海峽南部[9]

## 描述
成年的白尾熱帶鳥是一種苗條的主要白色鳥類，長度為 71–80 厘米，包括非常長的中央尾羽，這使其總長度加倍。其翼展為 89–96 厘米。鳥類有一條內翼的黑色帶、一個黑色眼罩和一個橙黃色至橙紅色的喙。 喙的顏色、純白的背部和黑色翼帶使這個物種與紅嘴熱帶鳥區分開來。
白尾熱帶鳥在熱帶島嶼上繁殖，直接將單個蛋產在地面或懸崖邊緣。非繁殖期時，它廣泛分布於海洋，有時會遊蕩得很遠。它捕食魚類和魷魚，通過表面撲擊捕捉，但這個物種游泳能力較差。其叫聲是一種高音尖叫keee-keee-krrrt-krrt-krrt。雌雄鳥相似，但雄性平均尾羽較長，幼鳥沒有尾羽，有綠黃色喙，背部有細條紋。白尾熱帶鳥沒有固定的繁殖週期；相反，繁殖頻率取決於氣候和適合繁殖地點的可用性。該鳥類可以在上次成功繁殖後 10 個月繁殖，或在上次失敗後 5 個月繁殖。

## 行為

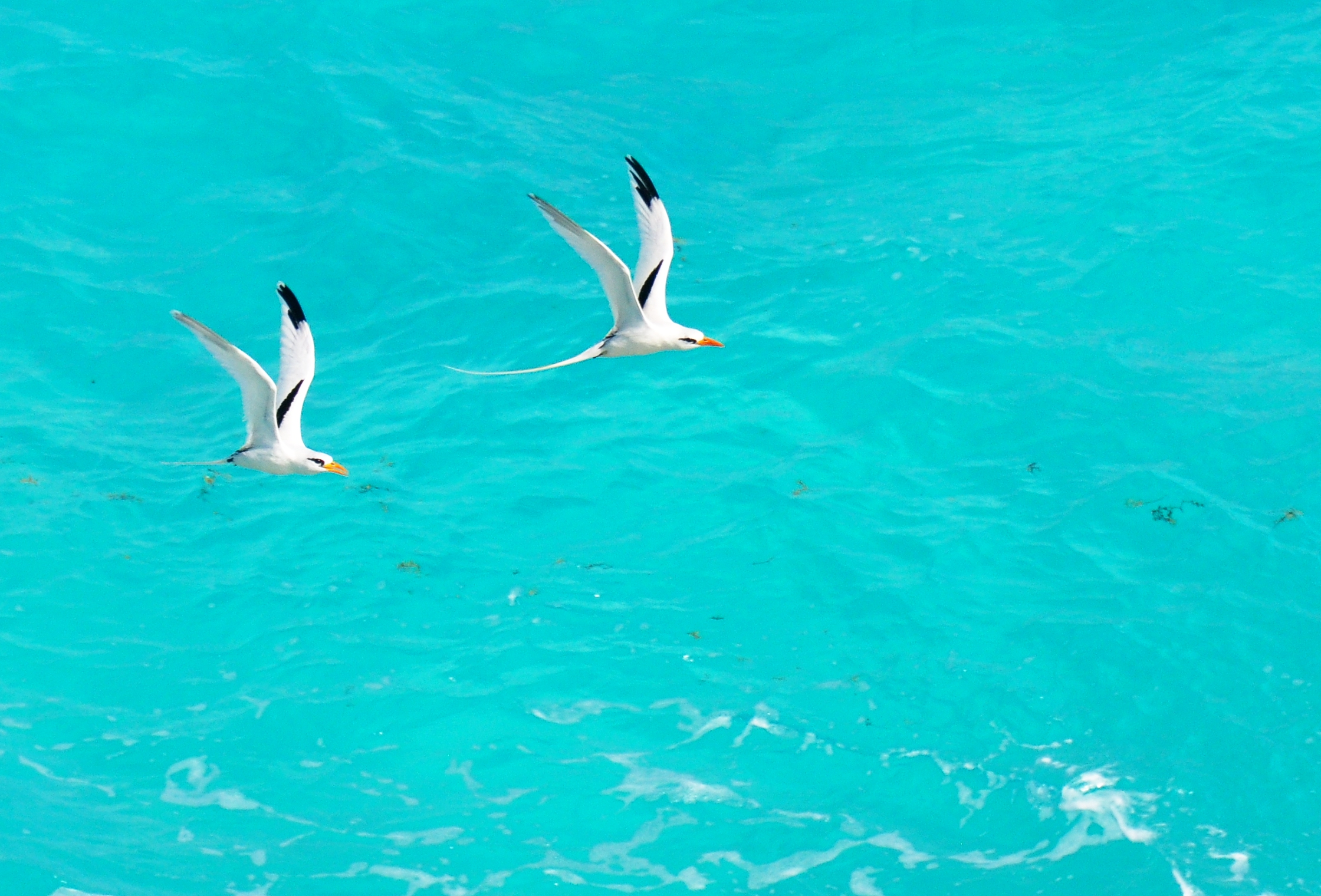
飛行中的一對白尾熱帶鳥

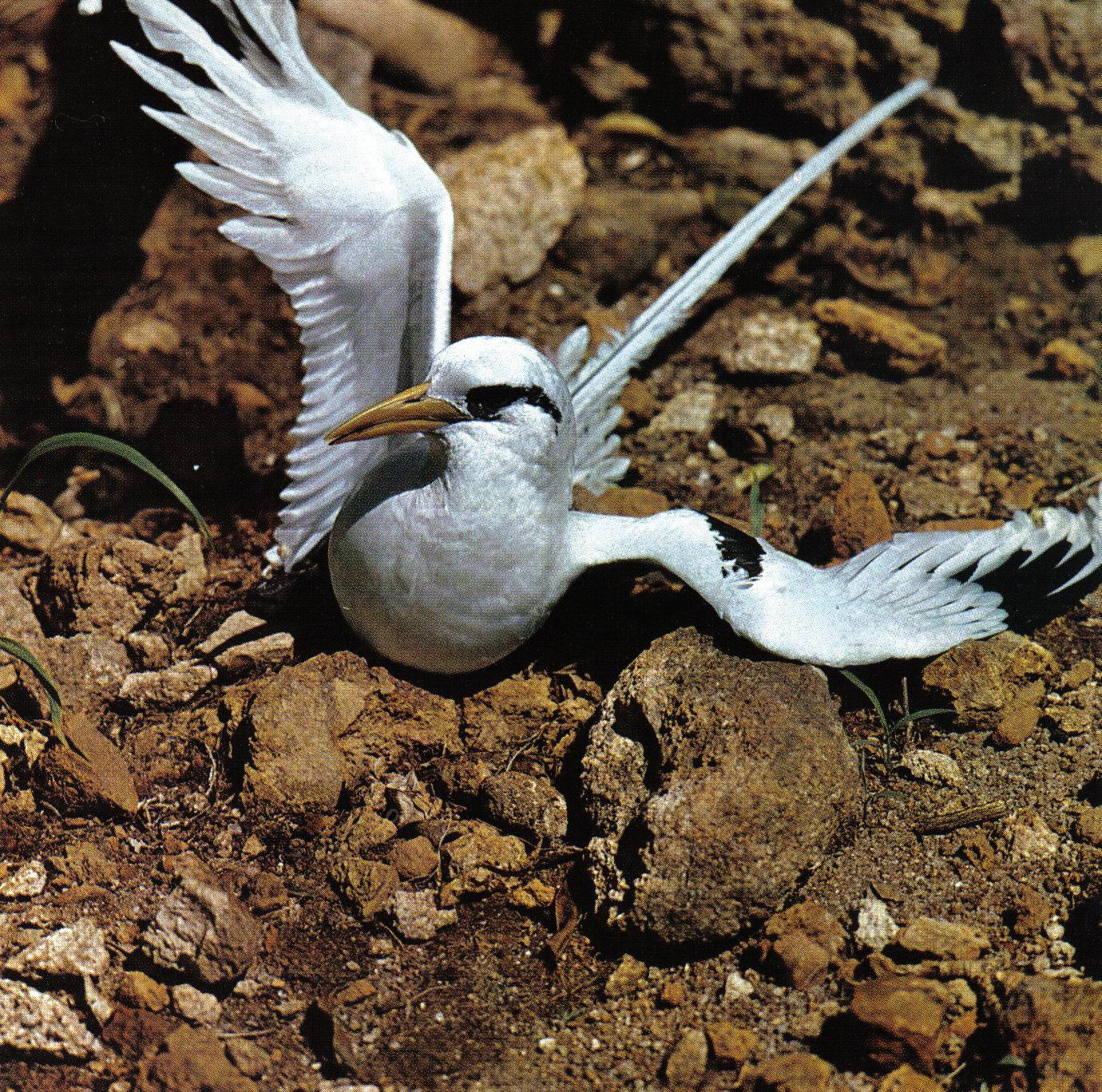
攝於塞席爾

白尾熱帶鳥主要以 飛魚、魷魚 和 螃蟹 為食。 它像塘鵝一樣從高達 20 米的高度俯衝捕捉獵物。然而，飛魚可在飛行中被捕捉到。它通常成對進食。獵物經常在其表面上方盤旋時被發現，並在起飛前吞下獵物。

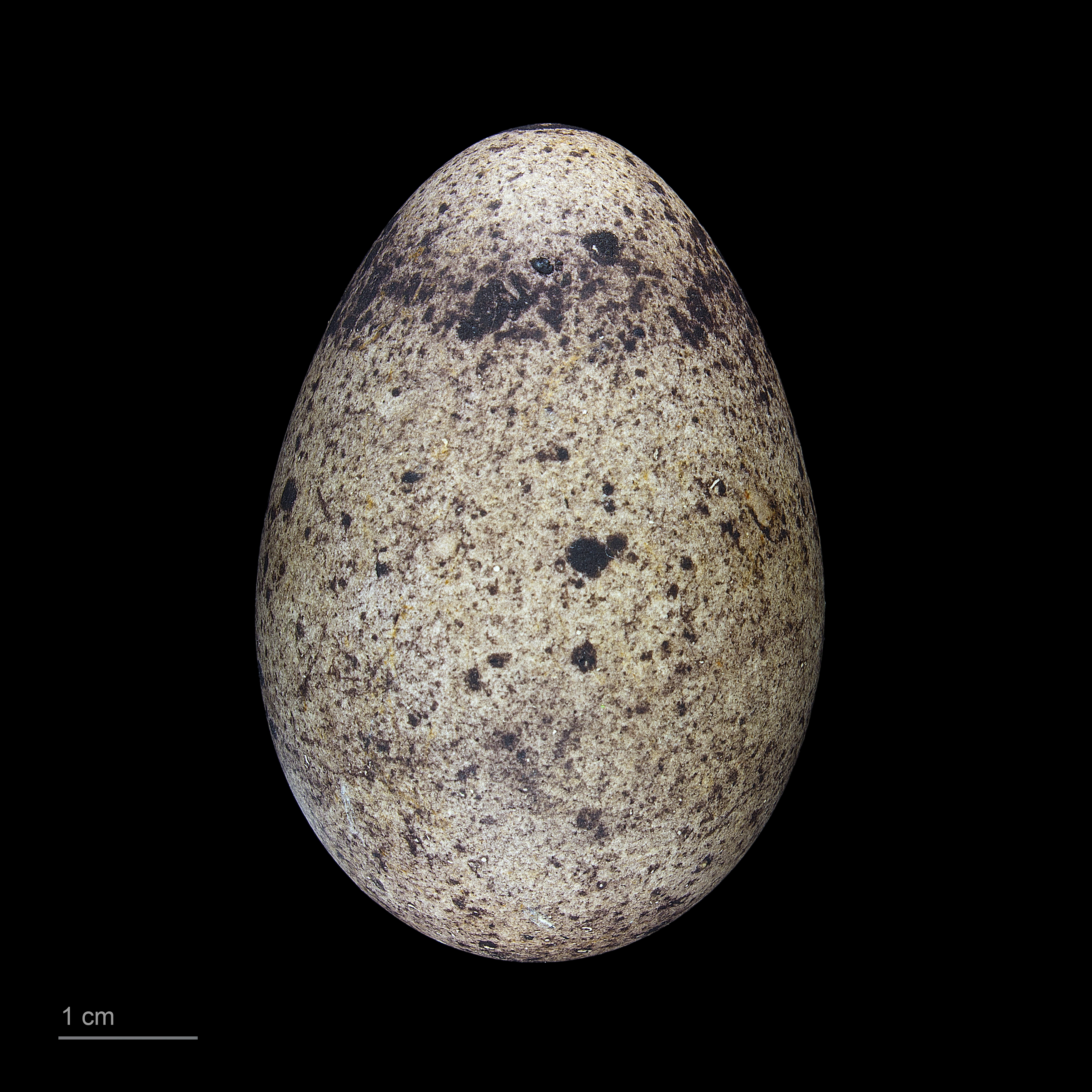
Phaethon lepturus 蛋, 土魯斯博物館

## 保育狀況
數量趨勢未知。在墨西哥，它未被列入任何保護類別，也沒有針對這些熱帶鳥的具體保育計劃。然而，這個物種在各種保護計劃中被列為美洲水鳥。建議對該物種進行海上生物學研究以及繁殖群體的監測。在全球範圍內，它被認為是無危物種。

## 民間傳說
古代 查莫羅人 稱白尾熱帶鳥為 utak 或 itak，並相信當它在房屋上空尖叫時，意味著有人即將死去或未婚女孩懷孕。其叫聲會殺死任何不相信它的人。查莫羅漁民會通過觀察它們來找到魚群。